# Viktoria Posmitna
Viktoria Vasilevna Posmitna (Larsson) född 7 april 1966 i Kiev, Ukrainska SSR, Sovjetunionen, är ukrainsk idrottare (styrkelyft, bodybuilding, fitness), tränare, TV-värd. Hedrad idrottsmästare i Ukraina, Idrottsmästare i Ukraina av internationell klass, tolv gånger ukrainsk mästarinna, flerfaldig vinnare av Europa- och Världsmästerskap.

## Karriär
Viktoria började sin karriär vid 19 års ålder, när hon blev intresserad av judo. Under studietiden vid  Nationella Taras Sjevtjenko-universitetet i Kiev, blev hon universitetsmästare i judo, fotboll, volleyboll och bordtennis, och medlem av stadslaget i judo.
Parallellt med judon, sedan 1994, började Viktoria engagera sig professionellt i styrkelyft. Hon blev flerfaldig vinnare i Världs-, Europa-, ukrainska, och svenska mästerskap i styrkelyft under perioden 1994-2004, 2010, enligt International Powerlifting Federation (IPF).
Sedan 2002 har hon varit engagerad i bodybuilding och fitness. Genom detta blev Viktoria ukrainsk mästarinna i bodybuilding år 2003 (International Federation of BodyBuilding and Fitness, IFBB), i bodyfitness, (World Fitness Federation / World BodyBuilding Federation, WFF/WBBF), 2005 och världsmästare i bodyfitness i åldersklassen 30+ WFF/WBBF, samma år. År 2007 blev hon president för WFF/WBBF Ukraina. 
Viktoria bor och arbetar i Sverige sedan 2008.

## Idrottsprestationer
- 1996 - Europamästerskapen i styrkelyft. 2:a plats
- 1997 - Ukrainska styrkelyftsmästerskapen. 1:a plats
- 1998 - Ukrainska styrkelyftsmästerskapen. 1:a plats
- 1998 - Världsmästerskapen i styrkelyft för kvinnor. 3:e plats, IPF
- 1998 - Europamästerskapen i styrkelyft för kvinnor. 2:a plats, IPF
- 1999 - Ukrainska styrkelyftsmästerskapen. 1:a plats
- 1999 - Europamästerskapen i styrkelyft för kvinnor. 2:a plats, IPF
- 2000 - Ukrainska styrkelyftsmästerskapen. 1:a plats
- 2000 - Världsmästerskapen i styrkelyft för kvinnor. 3:e plats, IPF
- 2001 - Ukrainska styrkelyftsmästerskapen. 1:a plats
- 2001 - Världsmästerskapen i styrkelyft för kvinnor. 2:a plats, IPF
- 2001 - Ukrainska bänkpressmästerskapen. 1:a plats
- 2001 - Europamästerskapen i styrkelyft för kvinnor. 4:a guldmedljer, IPF
- 2001 - Deltog i Europaturneringen ”Strongwoman”
- 2002 - Världsmästerskapen i styrkelyft för kvinnor. 1 guldmedalj, 1 silvermedalj, IPF
- 2003 - Ukrainsk mästare i bodybuilding, IFBB
- 2003 - Ukrainska styrkelyftsmästerskapen. 1:a plats
- 2005 - Ukrainsk mästarinna i bodifitness, WFF/WBBF
- 2005 - Världsmästarinna I categorin bodyfitness för ålder 30+, WFF/WBBF
- 2010 - Svenska mästerskapen I styrkelyft. 1:a plats, IPF

### Personliga rekord
Styrkelyft i kategorin 82.5 kg:
- Knäböj: 245.5 kg
- Bänkpress: 137.5 kg
- Marklyft: 227.5 kg
- Total: 607.5 kg

## Tränarkarriär
Viktoria har arbetat som tränare sedan 1992. Hon har tränat ett flertal enastående idrottare i judo, styrkelyft och bodyfitness.
En av Viktorias träningselever är Iryna Kolesnyk. The athlete is engaged in sambo, judo och  fristilsbrottning. Iryna vann Världsungdomsmästerskapen 2002, och silvermedalj i Världs- (2003) och Europamästerskapen (2004).
Under åren 2000 till 2007 var Viktoria tränare i Kiev vid ”Arsenal” gym. Hon tränade såväl professionella idrottare som amatörer i olika ålderskategorier. Hon tränade: Andrii Kovalsky, presentatör i programmet ”Fakty.Sport”, ICTV-kanalen, Volodymyr Mzhelskyi, chefredaktör för 5:e kanalen, Mykhailo Malyi, ”Fakty”, ICTV-kanalen, Dmytro Mukharskyi, skådespelare, Antin Mukharskyis far Yuri Volotovsky, skådespelare och styrkelyftare. Det var den tiden när Viktoria började blomstra som idrottare.
Under perioden som tränare på ”Arsenal” gjorde ukrainsk TV många reportage om Viktoria. Snart blev hon själv TV-värdinna.
Efter flytten till Sverige 2008 blev Viktoria föreståndare-tränare i AlbaNova personalgym i  AlbaNova Universitetscentrum i Stockholm.

## Personligt
Viktoria har två söner – Andre för 1984 och Vasyl född 1990.

## Intressanta fakta

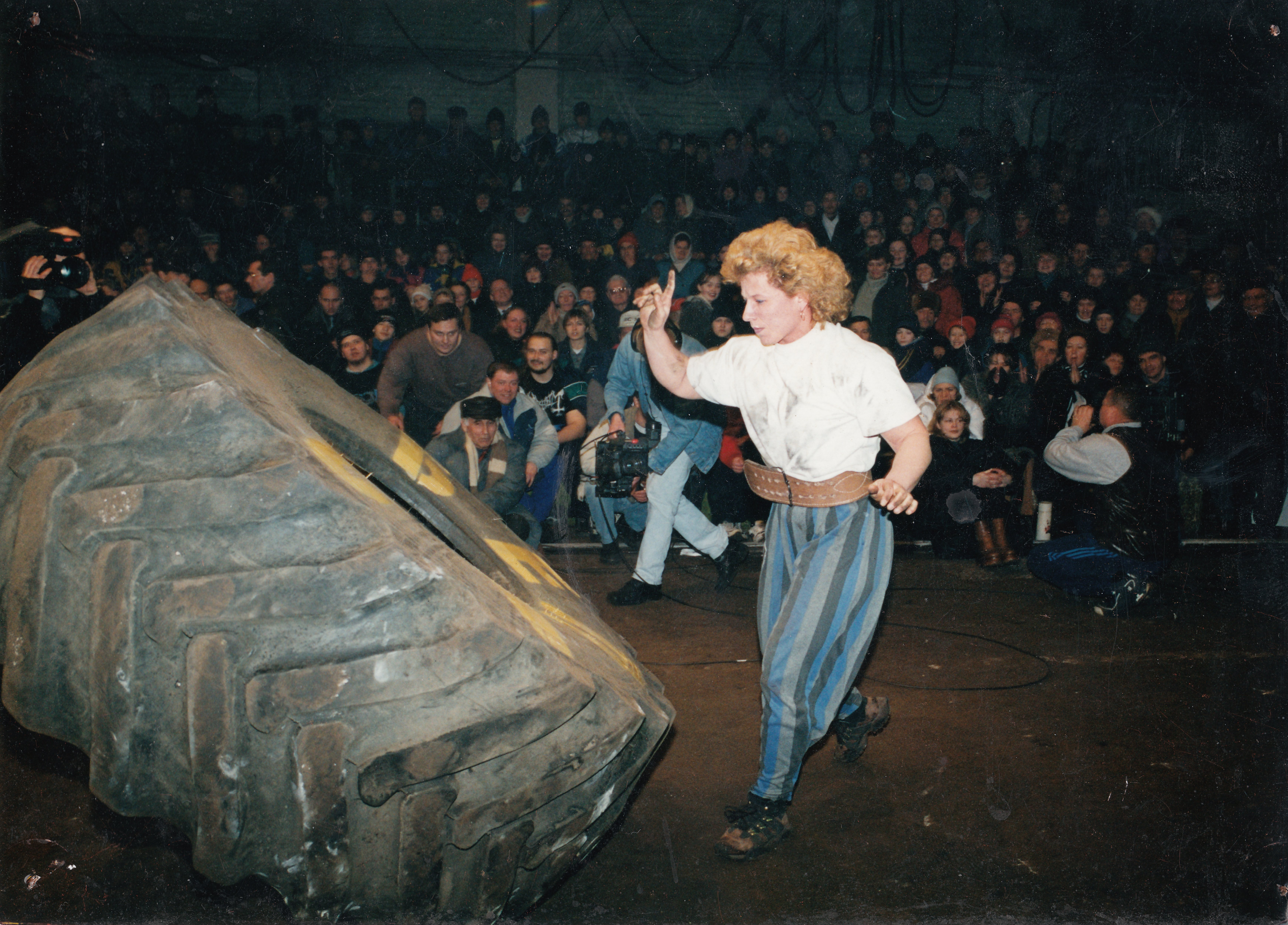
Viktoria Posmitna in the Strongman tournament "Bohatyrski Rozvagy", February 5, 2000

Viktoria studerade i fysik- och matematikgymnasium №145 i Kiev under sitt flicknamn Krysina, 1980-1983.
År 2000, för första gången i Ukraina, på lika villkor som män, deltog Viktoria i en ”Strongman”-tävlingen ”Bohatyrski Rozvagy". Hon var den enda kvinnan som deltog i tävlingen. I dessa tävlingar erhöll Viktoria titeln ”Ukraina starkaste kvinna”. Hon välte ett traktordäck som vägde 340 kg tre gånger på 26 sekunder.
Under ett år, deltog hon på högsta professionella nivå i tre idrotter: Världsmästerskapen i styrkelyft 2002, Europamästerskapen i bodybuilding 2002, och Europamästerskapen i ”Strongwoman” 2002.
Viktoria fick inte sitt knäböjrekord godkänt. Detta inträffade vid världsmästerskapen i styrkelyft 2002 i Rees i Tyskland. När hon skulle resa sig med stången på axlarna, vidrörde den assistent som stod på vänster sida skivan för en bråkdel av en sekund. Officiellt bedömde domarna detta som en dubbel rörelse. Det betyder att när hon lyfte stången gick den ner för att sedan gå upp igen. I själva verket är detta omöjligt med en världsrekordvikt. Viktoria fick upp 253 kg, men lyftet godkändes inte.
Viktorias äldste son Andre Posmitny, vid 17 års ålder i Ukrainska mästerskapen år 2001 för juniorer lyfte totalt 682.5 kg: benböj 250 kg.
Viktoria var stjärna i musikvideon med det ukrainska rockbandet Okean Elzy “Vidchuvayu” (2006; dir. Illia Chichkan).
Hennes prestationer finns redovisade i en kort dokumentärfilm – “Viva Viktoria!”.
Viktoria har satt 27 ukrainska och 2 svenska rekord.

## Utbildning
- Nationella Taras Sjevtjenko-universitetet i Kiev, geofysikingenjör.
- Nationella universitetet för fysisk utbildning och idrott I Ukraina, Master.
- GIH (Gymnastik- och idrottshögskolan). Specialitet-forskningsområdet styrketräning. Magisterexamen: Electromyography biofeedback in strength training: effects of five weeks training on muscle activation and strength.